# كفر بني هلال
قرية كفر بني هلال هي إحدى القرى التابعة لمركز دمنهور في محافظة البحيرة في جمهورية مصر العربية. حسب إحصاءات سنة 2006، بلغ إجمالي السكان في كفر بني هلال 7015 نسمة، منهم 3550 رجل و3465 امرأة.